# Статут Конрада Оттона
Статуты Конрада Оттона или Право Конрада (лат. Ius Conradi, также Iura Ducis Ottonis; чеш. Statuta Konrádova) — один из наиболее ранних памятников феодального права Чехии.
Статуты были изданы в конце XII века, во времена правления князя Конрада II Оттона. Документ был написан на латинском языке, подлинный его текст не сохранился, но содержание известно из трёх последующих изданий.
В 1222 году четвероюродный брат Конрада — чешский король Пржемысл Отакар I сделал подтверждение статутов для Зноймской области, а в 1229 году — для Брненской. В 1237 году Статуты Конрада были подтверждены князем Ольдржихом для Бржецлавской области.